# 개창자
개창자(중국어 정체자: 開創者, 병음: Kāi Chuàng Zhê 카이촹저[*], 영어: My Secret, Terrius)는 중국 텔레비전에서 2023년 10월 24일부터 12월 18일까진 방송한 드라마이다.

## 등장 인물
- 원성하오
- 차이수전
- 리궈이
- 안신야